# Alliance seychelloise
L'Alliance seychelloise (en anglais :  Seychellois Alliance ; en créole seychellois : Lalyans Seselwa abrégé en LS) est un ancien parti politique seychellois fondé en avril 2015 par Patrick Pillay qui le dirige. Il est dissous par la Commission électorale des Seychelles en mai 2021.

## Histoire

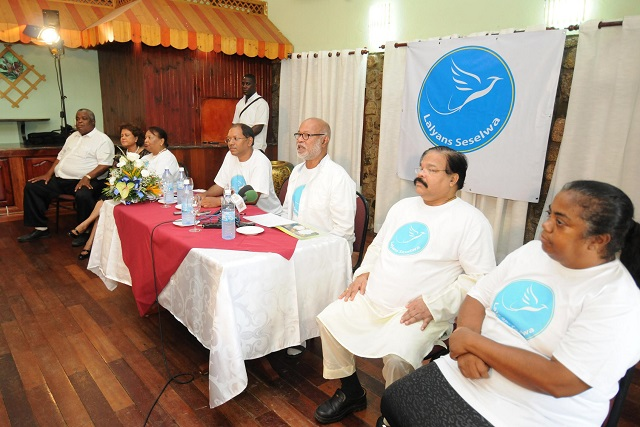
Photographie lors de la conférence de présentation du parti.

L'Alliance seychelloise (LS) est fondé en avril 2015 en tant que scission du Parti Lepep alors au pouvoir. Son fondateur Patrick Pillay est alors l'une des figures majeur du Parti Lepep. Le parti participe à son premier scrutin lors de l'élection présidentielle de 2015 où son candidat Patrick Pillay obtient 14,19% des voix. Il s'agit du meilleur résultat pour un candidat n'appartenant ni au Parti Lepep, ni au parti d'opposition du Parti national des Seychelles (SNP) de Wavel Ramkalawan.
Le parti rejoint la coalition d'opposition du SNP, l'Union démocratique seychelloise (LDS) en vue des élections législatives de 2016. À l'issue des élections, la coalition remporte la majorité absolue des sièges et Pillay devient président de l'Assemblée nationale. Le 29 janvier 2018 Pillay quitte ses fonctions de président de l'assemblée et un mois plus tard le parti décide de se retirer de la coalition du LDS en citant des différents dans l'avenir de celle-ci,. Cependant certains dirigeants du parti décide de rester au sein du LDS à l'instar de son secrétaire général Ahmed Afif en vue de l'élection présidentielle de 2020.
Patrick Pillay décide de se présenter à la présidentielle de 2020 mais sa candidature est rejeté par la Commission électorale qui déclare ses documents invalides en raison de l'absence du nombre requis de 500 signatures d'électeurs enregistrés, il apporte alors son soutien au président sortant Danny Faure. Le parti présente néanmoins trois candidats aux élections législatives organisées simultanément et soutient les candidats de Seychelles unies — anciennement Parti Lepep — dans les autres circonscriptions. Il échoue en ne récoltant que 0,11% des suffrages,.
En mai 2021, l'enregistrement de l'Alliance seychelloise est annulé par la Commission électorale en raison de son absence d'adresse physique et de comité exécutif. Patrick Pillay ne conteste pas la décision en affirmant que le parti a atteint ses objectifs.

## Résultats électoraux

### Élections présidentielles
| Année | Candidats      | Candidats      | Premier tour | Premier tour | Second tour | Second tour | Position | Statut  |
| Année | Président      | Vice-président | Voix         | %            | Voix        | %           | Position | Statut  |
| ----- | -------------- | -------------- | ------------ | ------------ | ----------- | ----------- | -------- | ------- |
| 2015  | Patrick Pillay | Ahmed Afif     | 8 593        | 14,19        |             |             | 3e       | Non élu |

### Élections législatives
| Année | Voix                                                    | %                                                       | Sièges                                                  | +/-                                                     |
| ----- | ------------------------------------------------------- | ------------------------------------------------------- | ------------------------------------------------------- | ------------------------------------------------------- |
| 2016  | Dans la coalition de l'Union démocratique seychelloise. | Dans la coalition de l'Union démocratique seychelloise. | Dans la coalition de l'Union démocratique seychelloise. | Dans la coalition de l'Union démocratique seychelloise. |
| 2020  | 70                                                      | 0,11                                                    | 0 / 35                                                  | –                                                       |